# Szandaszőlős
Szandaszőlős Szolnok városrésze, 1950 és 1963 között önálló község volt, ezt megelőzően és követően Szolnok része.

## Földrajza

### Fekvése
A település a Tiszántúlon található, átlagosan 85-95 m tengerszint feletti magasságban. A Szandai rét elnevezésű területe a Tisza ártere volt, tengerszint feletti magassága: 85 m, öntéstalaja van. A település maga kb. 10 m-rel magasabban fekszik, néhol homokkal fedett részekkel. A homok maximális vastagságát a településtől kissé délkeletre éri el, ahol bányászták is. Két vízfelület határolja: nyugatról a Tisza kanyarog, északról a Alcsi-Holt-Tisza állóvize.

### Geológiai felépítése
Szolnok legmagasabb pontja, a Beke Pál halma (101,3 m) Szandaszőlős külterületén található.
Szandaszőlős alatt a mélyfúrások tanúsága szerint megközelítően 2 km mélységben helyezkedik el a medencealjzat. A terület alatti kéreg az európai táblából származik, kristályos, feltételezhetően kambrium előtti, mintegy egymilliárd éves. Legidősebb kőzetei a mecseki hasonló korú, de a felszínen levő kőzetekkel rokon képződmények. Későbbi korok emlékeként északkelet-délnyugati csapásirányban megtaláljuk a triász-jura korú mészköveket is a mélyben. A Kréta és az idősebb harmadidőszak vulkanikus maradványokat és flis üledékeket hagyott maga után. Az idősebb harmadidőszakban Szandaszőlős alatt újra flis üledékek, majd a harmadidőszak fiatalabb szakaszában vastag vulkáni  kőzetrétegek jöttek létre. A harmadidőszak végén a feltöltődő Pannon-tenger hagyta hátra több száz méter vastag üledékeit. Ezek az üledékek plasztikus mivoltuknál fogva mintegy ráborulnak az idősebb medencealjzat domborzatára. Ezt követően folyóvízi, ártéri, tavi üledékek rakódtak le. A lösz vastagsága legfeljebb egy-két méter. Végül folyami homokot fújt ki a szél, ami Szandaszőlős legtöbb pontján a felszínen vagy kissé a felszín alatt több méter vastagságban megtalálható.
A fúrások artézi vizet találtak mintegy 900 m mélységben, amelynek hasznosítására kút is működik Szandaszőlősön. Földgáz jelenlétét szintén kimutatták a Szandaszőlős alatti kőzetrétegekben.

### Éghajlata
Éghajlata kontinentális mérsékelt, a forró, száraz nyarat általában hideg tél követi. Ezen a tájon igen magas a napsütéses órák száma, az átlagos csapadék mennyiség ugyanakkor mindössze 480-500 mm. Az uralkodó széljárás az év nagyobb felében északnyugati, télen északkeleti.
Növényföldrajzi értelemben a fás sztyepp övébe tartozik, amit átszelnek a Tisza ártéri területei.

## Történelme
Szandaszőlős területe az újkőkorszak óta lakott: a régészeti ásatásokon neolitikus, bronzkori telepek, kőrézkori, bronzkori sírok, szarmata és népvándorlás kori gödrök; szarmata, gepida, honfoglalás kori, 10-11. századi temetők kerültek elő. Szolnokon és a város környékén több szkíta kori lelőhelyet is találtak, Szandaszőlősön pedig egy bögre került elő az ásatásokon. A szkítákat a kelták váltották fel, majd ezt követően az iráni eredetű szarmaták telepedtek le a város környékén. A szarmata népesség valószínűleg hol hadban, hol kereskedelmi kapcsolatban állt a Római Birodalommal, mivel a feltárt leletek között sok római pénz, fegyver, ékszer és kerámia is akad. A népvándorlás időszakában a Szolnok környékén élő szarmatákat a gepidák vonták uralmuk alá. 1952-ben a katonai repülőtér bővítésekor 223 szarmata és gepida sírt tártak fel, ahonnan igen gazdag leletanyag: aranyozott és díszes fibulák, vasfegyverek, csontfésűk, övkapcsok és edények kerültek napvilágra.
Én kül Szolnoknak sükeres térségeit áldom,
hol rëmëgő szëmeimbe az első
napragyogás ötlött. Itt hempëlyëg enyves iszapjánn
a' Tiszavíz; itt omlik ölébe
Zagyvánk. Egybevëgyűltt vizeinn a' szőke folyónak
a' szép híd: a' Szandai dombig
két sor fűzfa között izmos töltésëk; utánnok
szőllők a' Varsányi határig.
Szanda, puszta, Külső-Szolnok vármegyében, Szolnokhoz 1 óra: 11 kath. lak. Határa homokkal vegyes; sok buzát, kukoriczát termeszt; szőlőskertje is van. Innen Szolnokig egy erős töltés vezet, melly országutul szolgál, s a Tisza árvizét visszatartja. gr. Keglevich Miklósé volt, most birja Vodianer Sámuel örök.
A magyar Szandaszőlős Árpád-kori falu. Első írásos említése 1075-ből származik (Zunde), 1470-ben Zonda néven nevezték. A török hódoltság idején teljesen elnéptelenedett. 1775-ben gróf Keglevich Károly és Szolnok mezőváros szerződése szerint 210 szolnoki gazda Szandaszőlős területén szőlőskertet létesített. 1891-ben alapították meg a ma is működő általános iskolát. A településrész első kulturális emlékét, Szent Orbán szobrát (földrajzi helyzete: é. sz. 47° 07′ 29″, k. h. 20° 12′ 47″47.124853°N 20.212989°E) 1902-ben készítették. Szolnok részeiből 1950-ben alakult önálló községgé, majd 1968-ban újra a város része lett.
1939-ben kezdték el a katonai repülőtér építését, aminek eredményeképpen 1940 őszén három repülőalakulatot helyeztek át ide. A katonai reptér mellett található a Magyar Repüléstörténeti Múzeum (é. sz. 47° 07′ 52″, k. h. 20° 13′ 12″47.131075°N 20.220097°E) gazdag katonai- és utasszállító-repülőgép gyűjteménye.

## Közélete
Szandaszőlősön benzinkút, gyógyszertárak, bölcsőde, két óvoda és iskola található, valamint rendelkezik artézi kúttal is. Szandaszőlős közéletének fontos pontjai az általános iskola és a művelődési ház. Előbbi minden évben megrendezi az Őszi vigasság nevet viselő programját, mely a városrész lakosságának nagy részét megmozgatja. A művelődési házban működik a Szandaszőlősért Egyesület, amely együttműködésében számos visszatérő vagy épp egyedi rendezvényt valósít meg. 2016 októberétől kezdve havi két alkalommal termelői piacot tartanak a művelődési ház szervezésében. 

### Sport
- Sporthorgászat az Alcsi Holt-Tiszán és az élő Tiszán
- Vízi sport az Alcsi Holt-Tiszán: kajak, kenu
- A Szolnoki Sportreptéren (é. sz. 47° 08′ 49″, k. h. 20° 12′ 02″47.147033°N 20.200689°E) vitorlázásra, sárkányrepülésre van lehetőség.
- A katonai repülőtéren sportuszoda működik.
- A Szanda „Focisuli” SE keretein belül labdarúgó utánpótlás-nevelés folyik.

### Oktatás
- A Nemzeti Közszolgálati Egyetem Hadtudományi és Honvédtisztképző Karának (korábbi nevén Zrínyi Miklós Nemzetvédelmi Egyetem) szolnoki kampusza
- 1891 óta működik a Szandaszőlősi Általános Iskola és Alapfokú Művészeti Iskola
- 2006-ban nyitotta meg kapuit az AD Nyelviskola és Mozgásstúdió, akkreditált felnőttképzési intézmény.

### Kultúra
- Szandaszőlős Táncegyüttes
- Szandaszőlősi Művelődési Ház

#### Szandaszőlős híres szülöttei
- Szandai Sándor (Szandaszőlős, 1903. március 7. – Budapest, 1978. október 1.) Munkácsy Mihály-díjas magyar szobrász

#### Fogható helyi rádióadók
- Aktív Rádió
  - FM 92.2
- Amadeus Rádió 
  - FM 102,4
- RÁDIÓ 1 (régebben: Rádió 2000)
  - FM 90,4 MHz-en és 101,45 MHZ kábelfrekvencián

### Látnivalók
Magyar Repüléstörténeti Múzeum és Szakkiállítás - Szolnok, Szandaszőlős
Hazánkban ez a legnagyobb katonai repülőgép-gyűjtemény, ahol polgári, rendőrségi, vízügyi és sportrepülők is szemügyre vehetők. Némelyik gépmadárba beülve elképzelhető, milyen volt régen pilótának vagy utasnak lenni. A szovjet MiG vadászgépek, az Il–18-as és Tu–134-es utasszállító repülőgépek igazi látványosságok. Itt sorakoznak a Magyarországon rendszerben állt helikopterek, sugárhajtású és légcsavaros, vadász és csapásmérő, kiképző és gyakorlógépek, és a „másik oldalon” harcolt Starfighter és Hunter. Az arzenált gazdagítja egy Il–2-es csatarepülőgép, amelyik a második világháborúban a Balatonba zuhant. A repülés történetén kívül űrhajós relikviák, a kiállítás fedett részén repülőgépmotorok, hajtóművek és egyéb alkatrészek láthatók. A Közép-Európában kuriózumnak számító gyűjtemény 1996-ban bekerült az Aircrafts Museums of the World katalógusba is.

## Közlekedése
Személygépkocsival a 442-es főút felől (a 4-es főútról) érhető el.
A település rendelkezik még egy katonai és egy sportrepülőtérrel, amelyek azonban nem bonyolítanak le civil repülőgép-forgalmat.
| ICAO kód       | LHSS                        |
| Név            | Szolnok-Szandaszőlős        |
| Pozíció        | 2 km/1 nm Szolnok           |
| Koordináta     | N470700 E0201300            |
| Magasság       | 85 m 279 ft                 |
| Hívójel        | Szanda INFO                 |
| Frekvencia     | 134,3; 130,25 (Szolnok TWR) |
| NAV AID        | -                           |
| Forgalmi kör   | LH, RH, 1000 ft AGL         |
| Repülőtér kat. | Nem nyilvános repülőtér     |
| Üzemelés       | SR-SS (LT)                  |
| NVFR           | -                           |
| IFR            | -                           |

## Katonai objektumai
Szandaszőlősön található az MH 88. Könnyű Vegyes Zászlóalj, a MH 86. Szolnok Helikopter Bázis és a MH 34. Bercsényi László Különleges Műveleti Zászlóalj is.

## Galéria

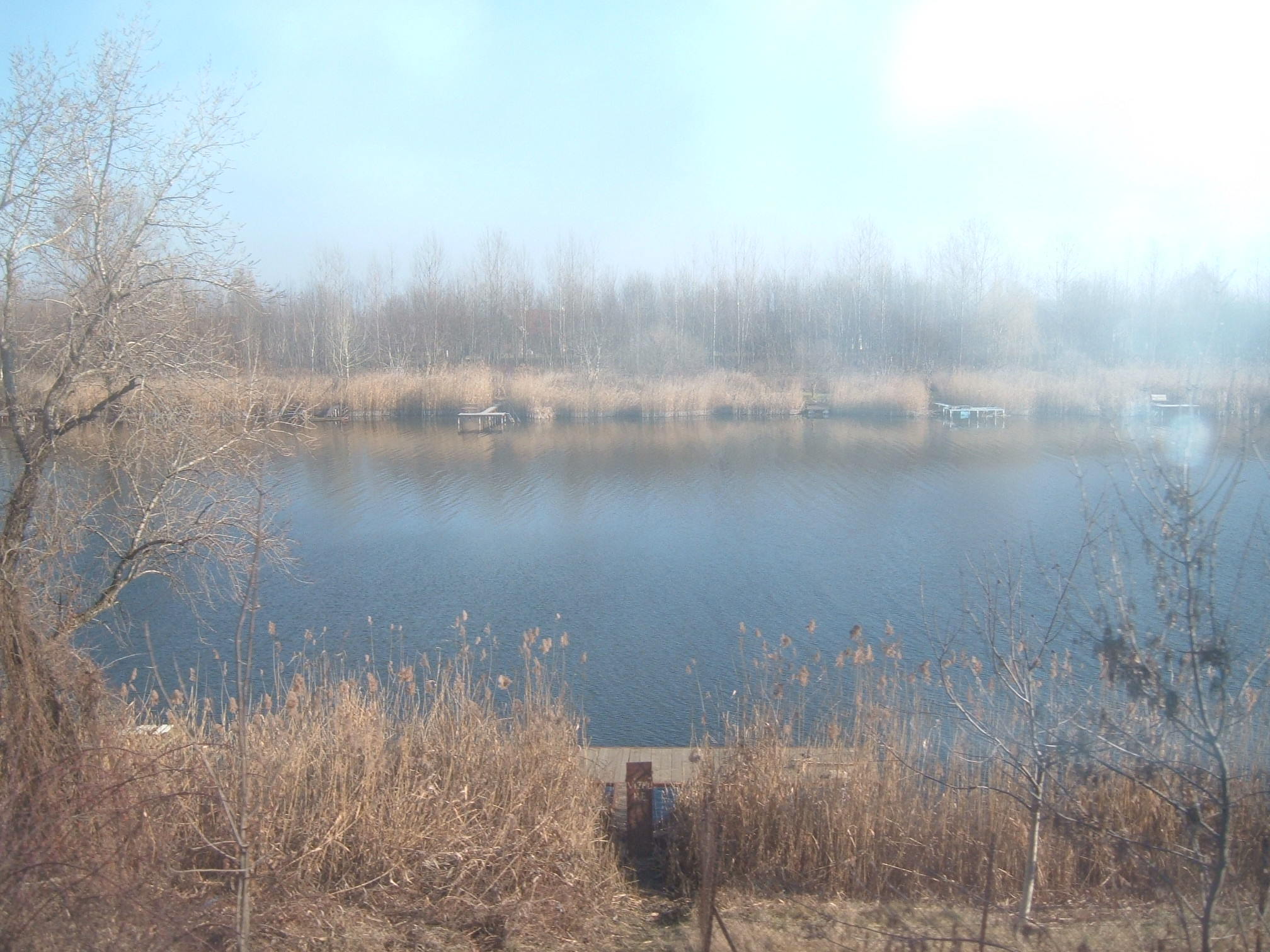
Az Alcsi Holt-Tisza Szandaszőlős mellett
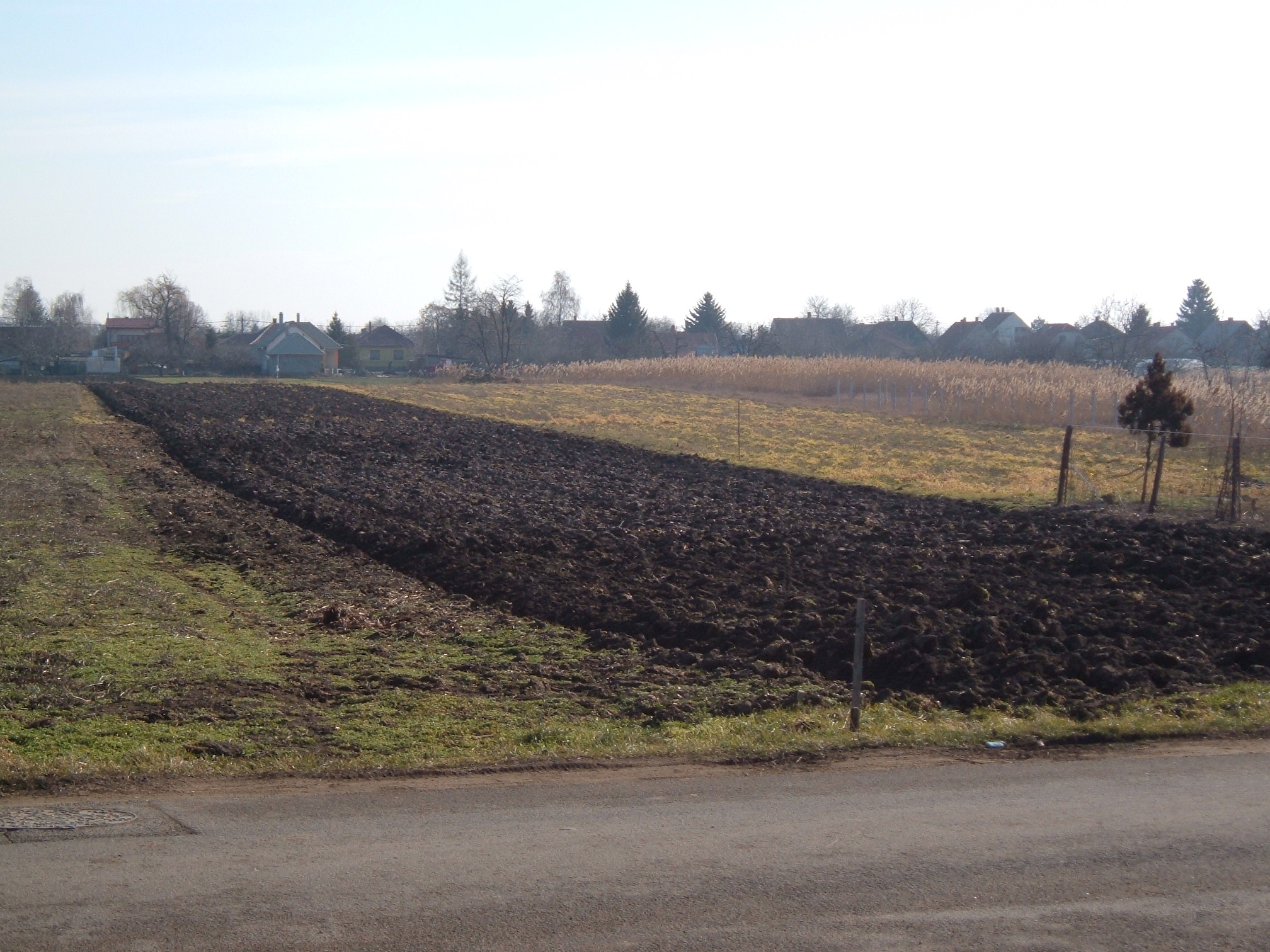
Szíjtelkek. A régi Szandaszőlősön ilyen parcellákon folyt a gyümölcskertészet
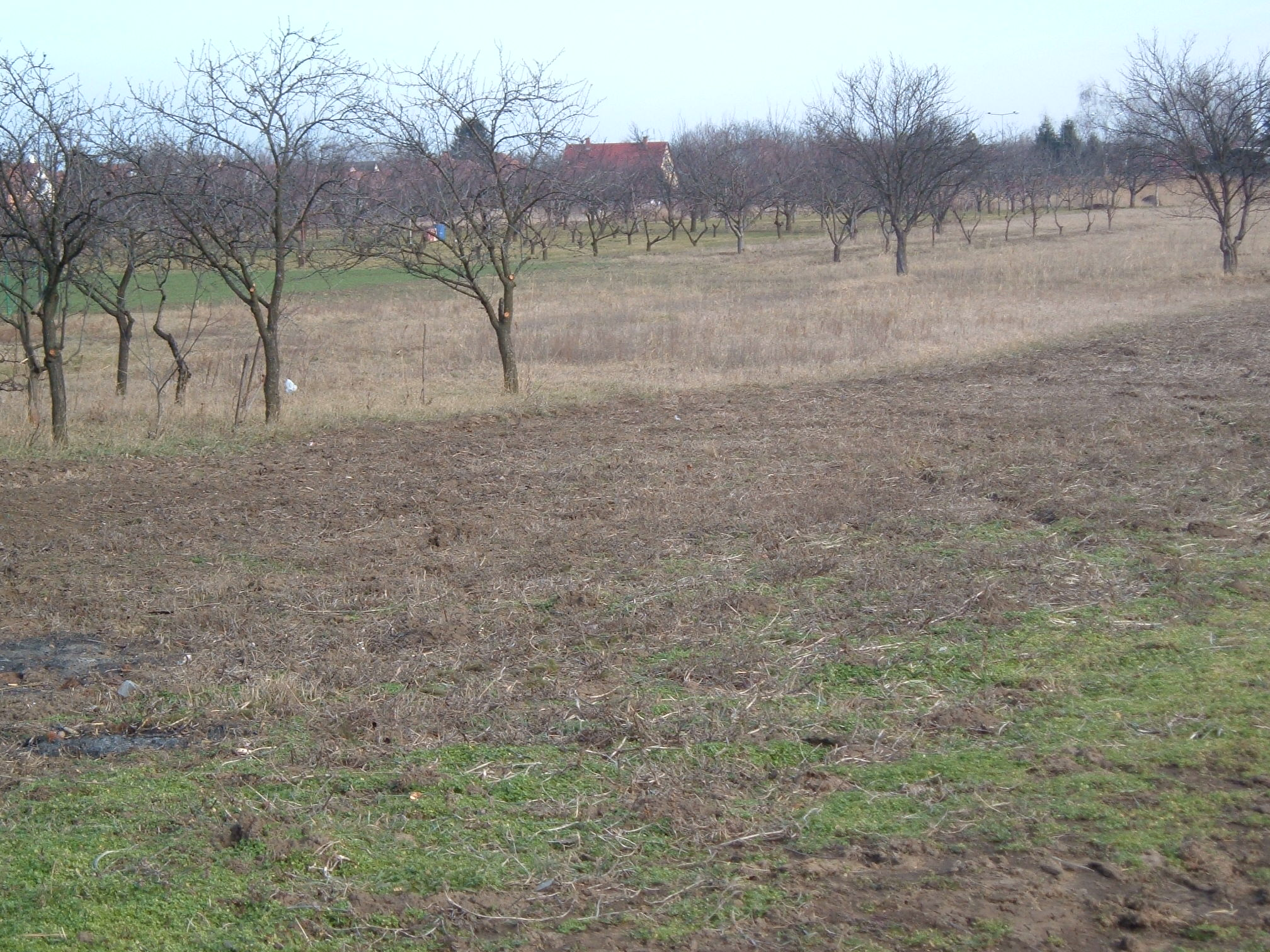
Gyümölcsös
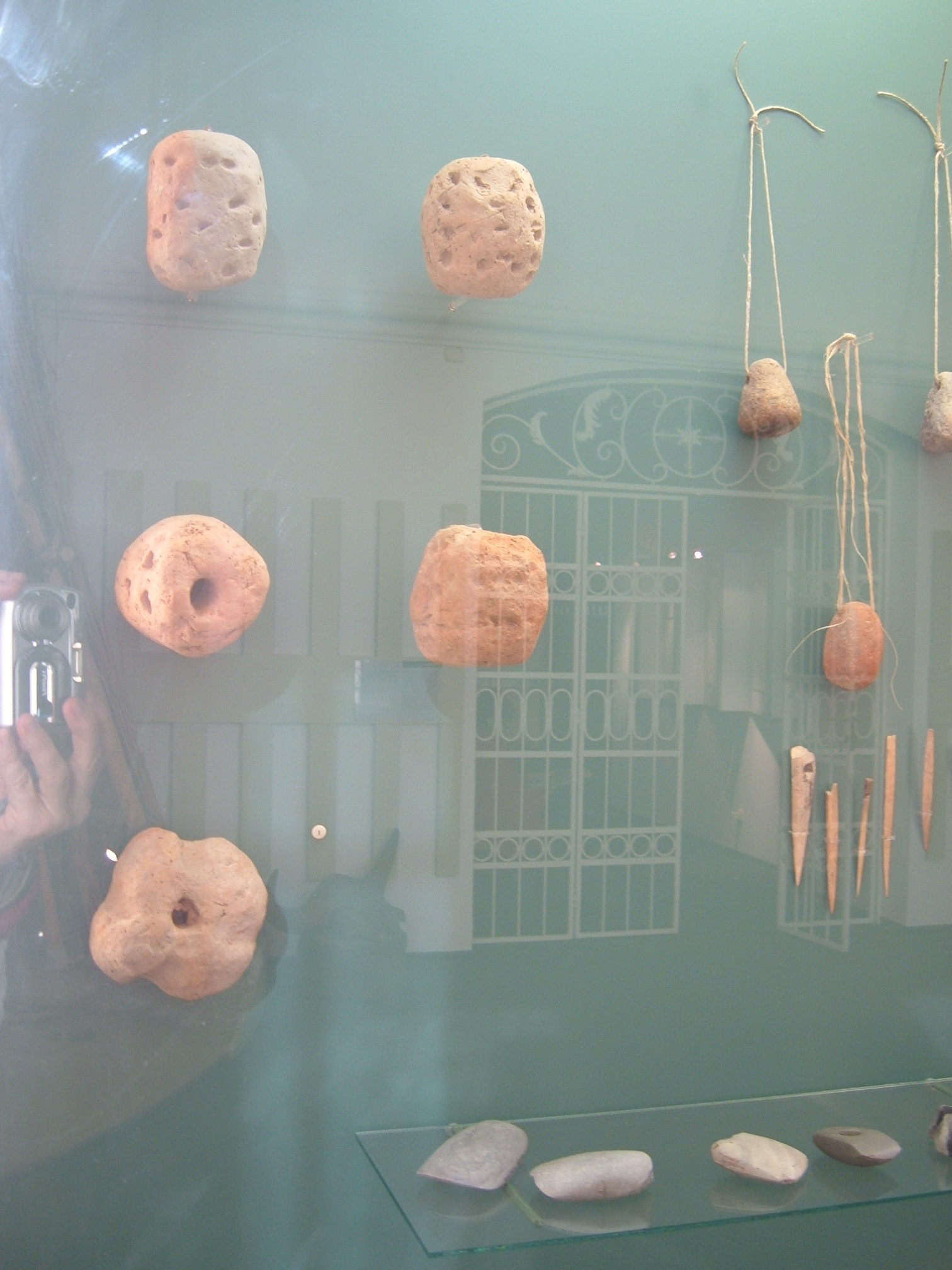
Újkőkori leletek (szajoli és törökszentmiklósi maradványokkal vegyesen) Szandaszőlősről. A Damjanich János Múzeum gyűjteményéből
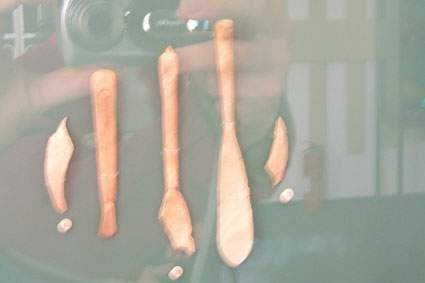
Újkőkori leletek Szandaszőlősről A Damjanich János Múzeum gyűjteményéből
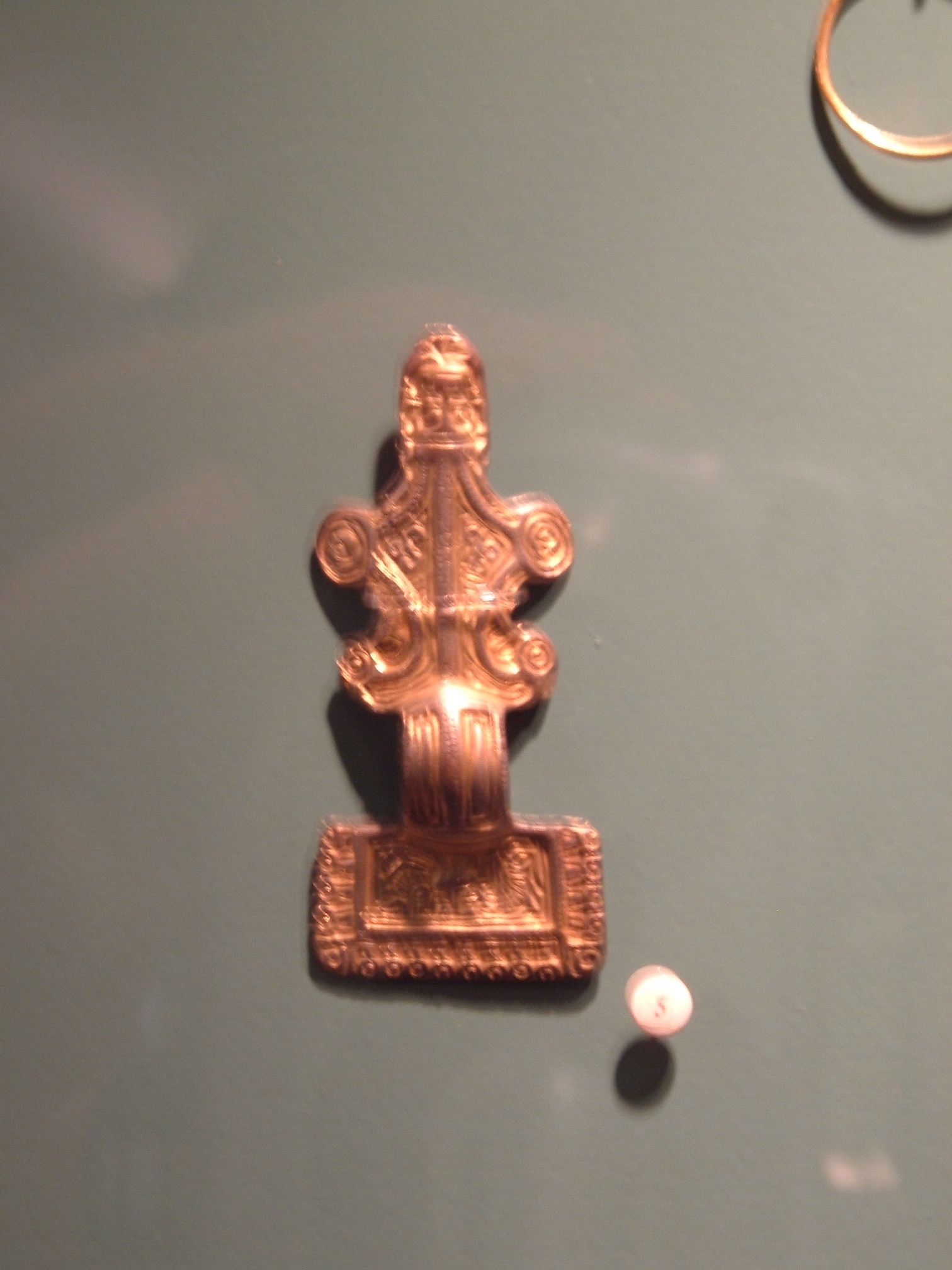
Arany gepida övcsat Szandaszőlősről. A Damjanich János Múzeum gyűjteményéből
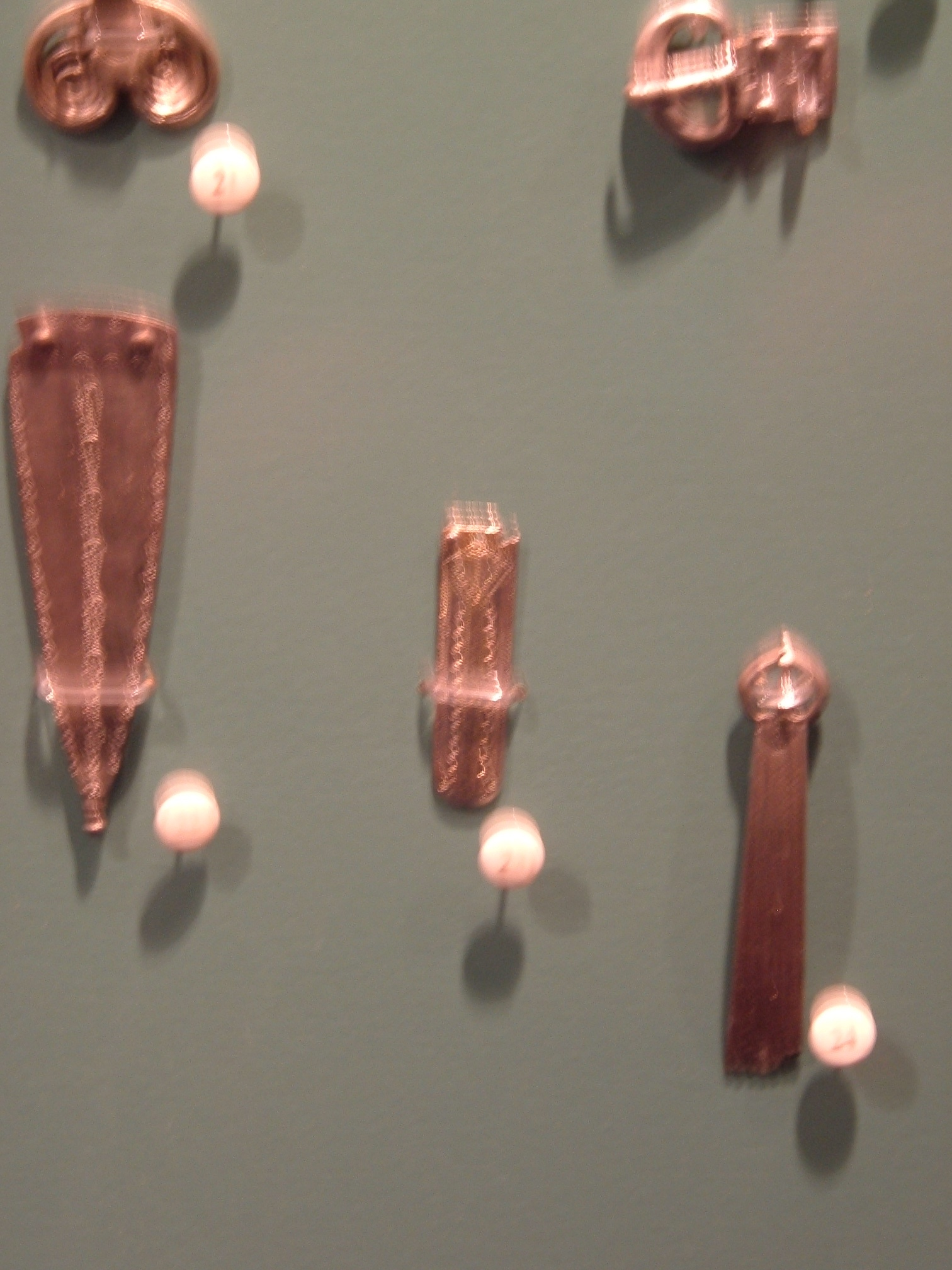
Gepida lelet Szandaszőlősről (középen). A Damjanich János Múzeum gyűjteményéből.
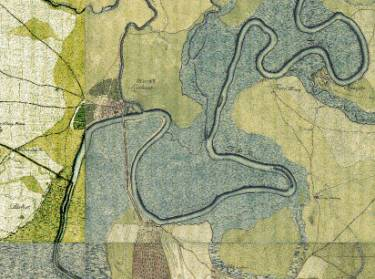
Szolnok és Szandaszőlős az 1782-1785-ös első katonai felmérésen
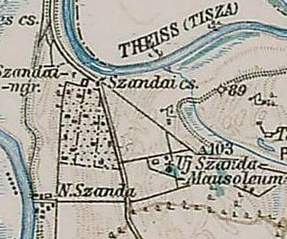
Szandaszőlős egy 1910-es térképen
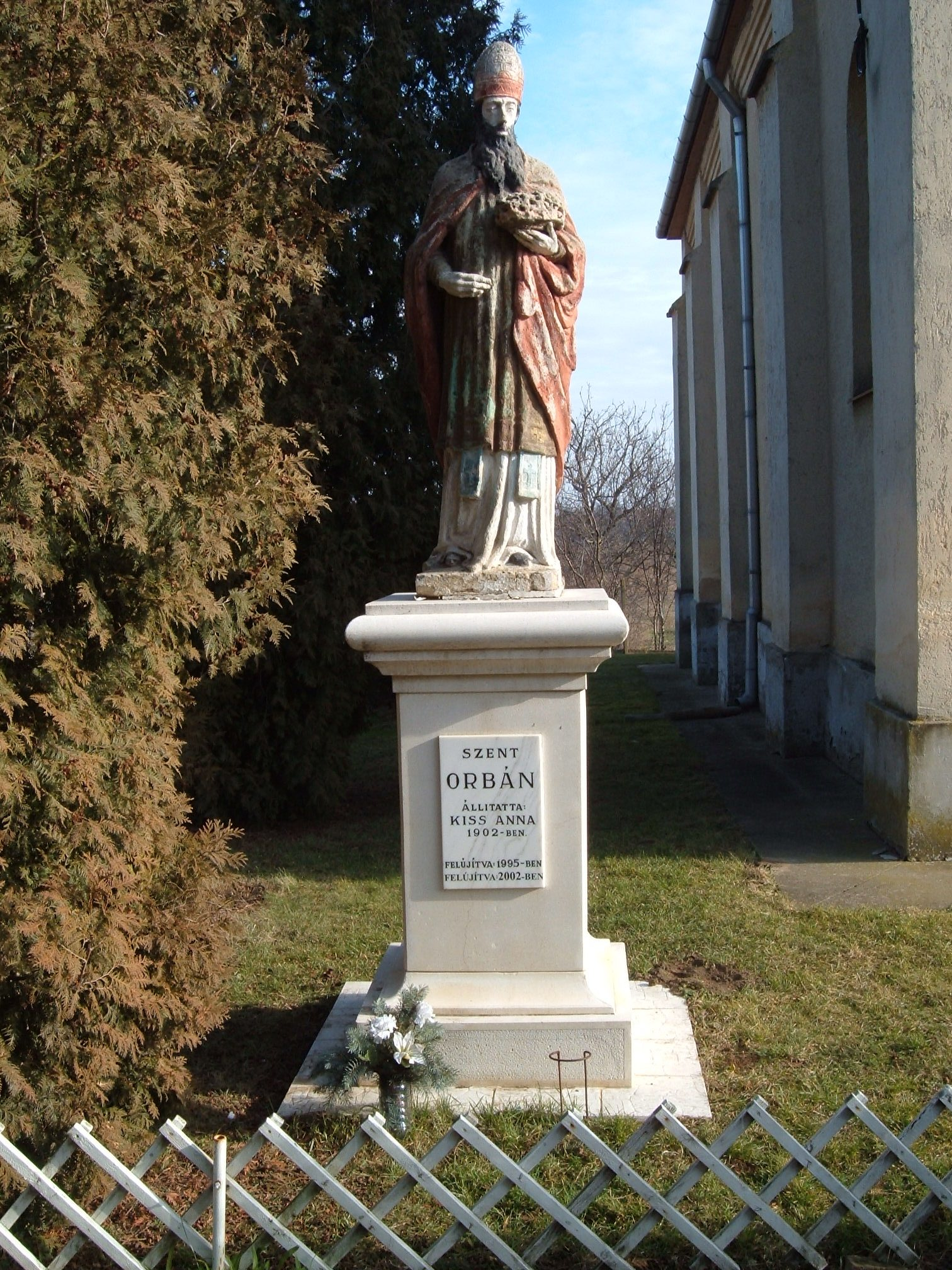
Szent Orbán 1902-ben készített szobra
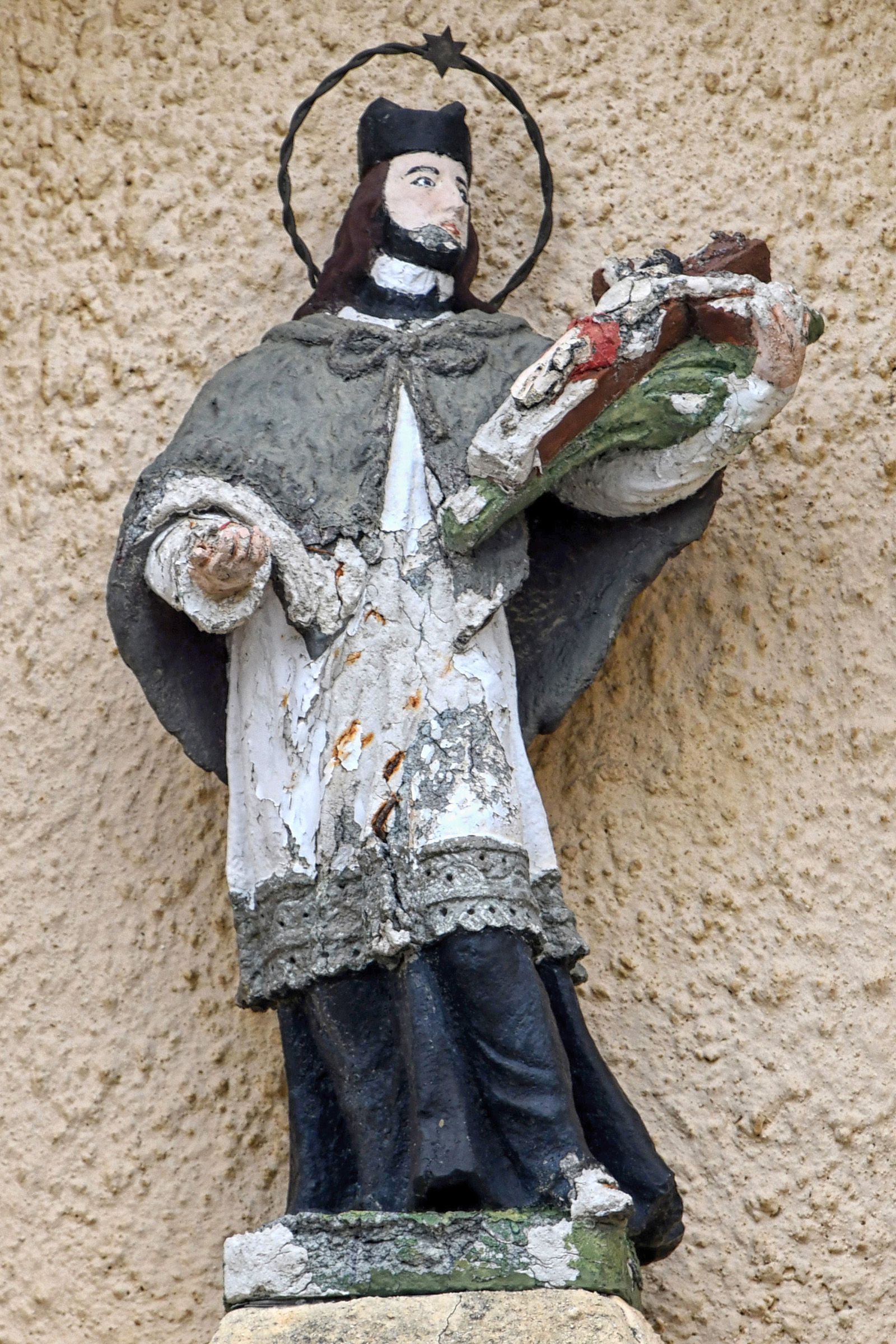
Nepomuki Szent János-szobor egy Krúdy Gyula utcai ház oromzatán
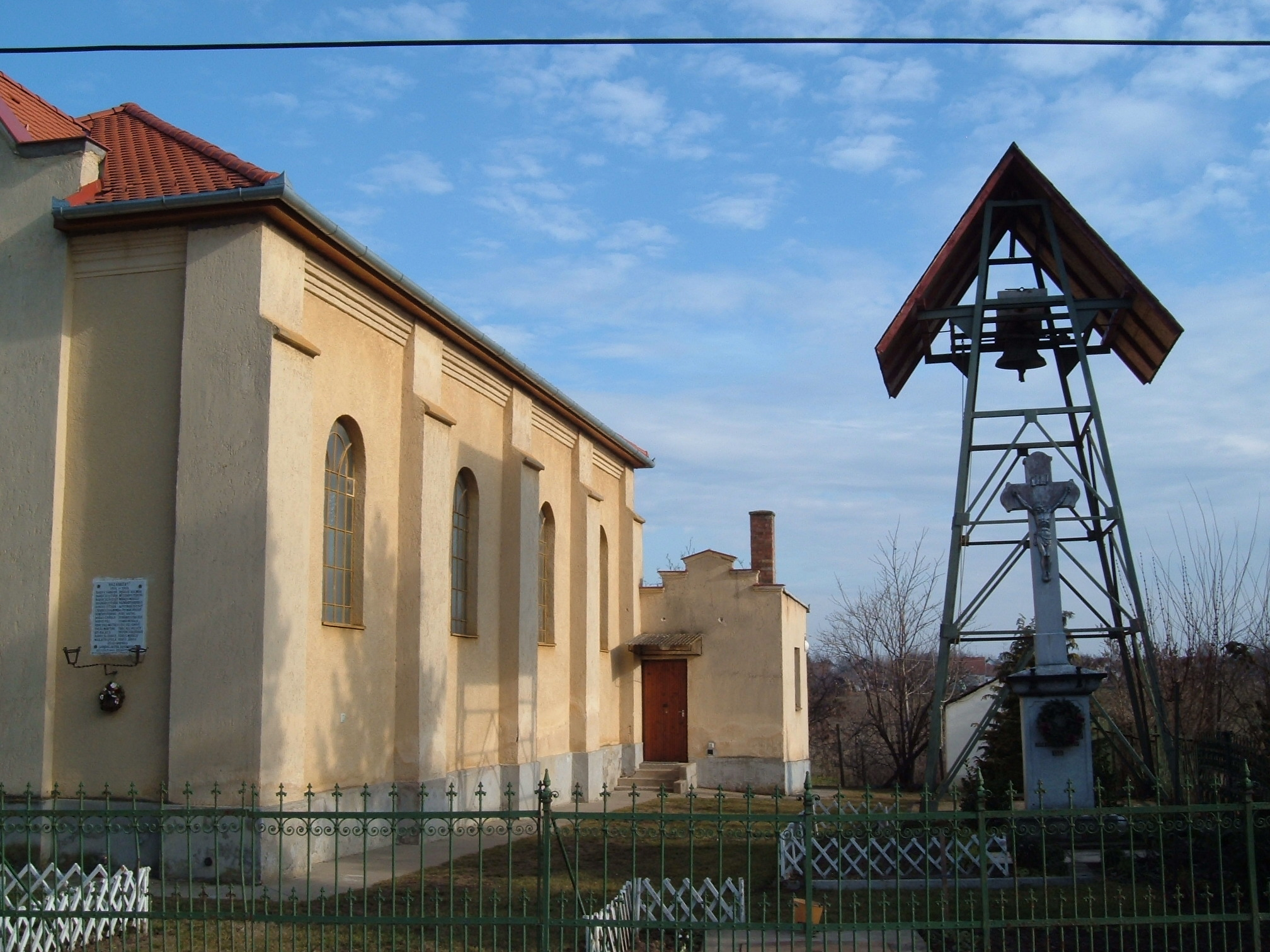
A szandaszőlősi katolikus templom. 1911-ben épült
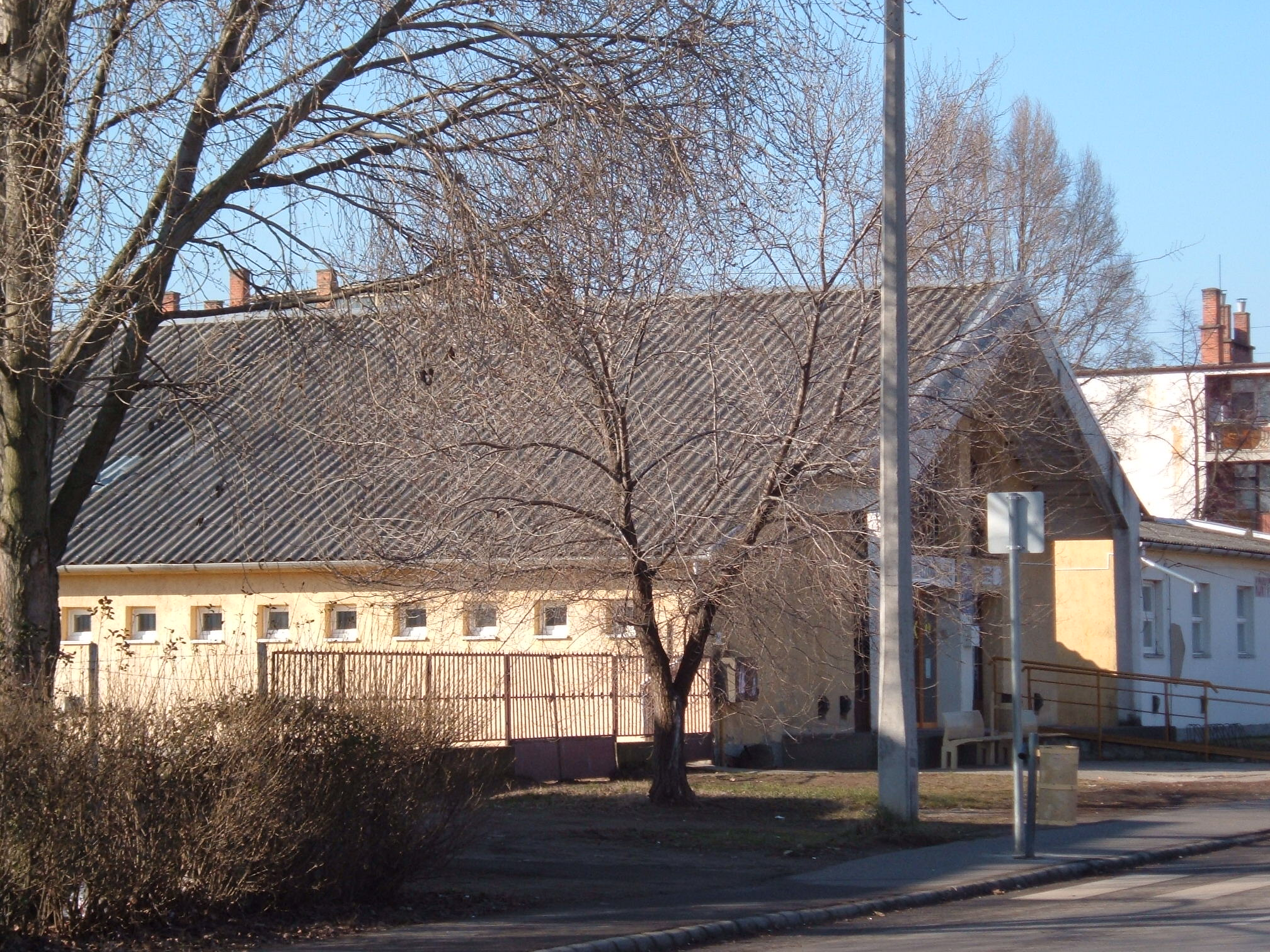
A Szandaszőlősi Művelődési Ház és Könyvtár
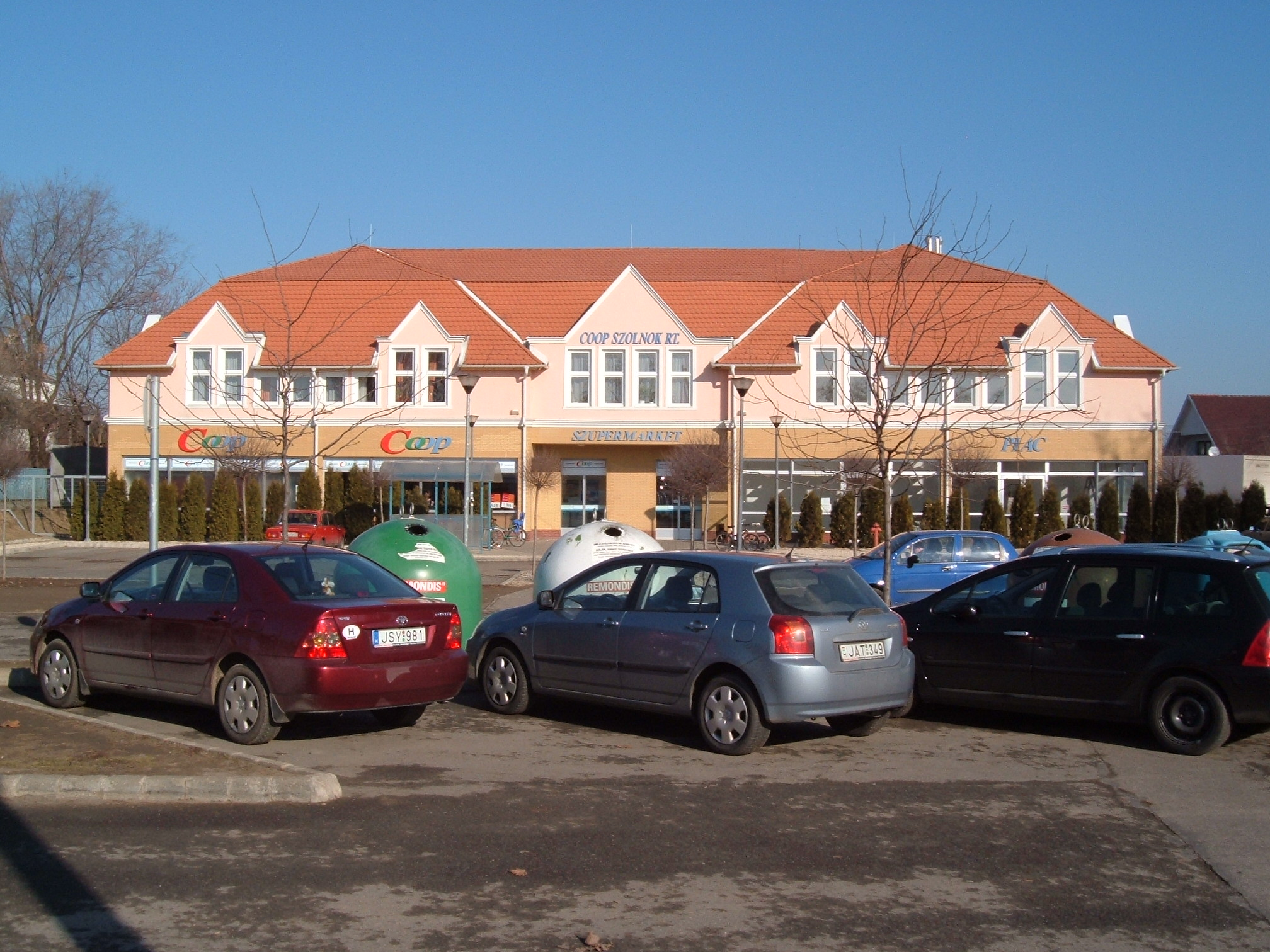
A szandaszőlősi COOP épülete
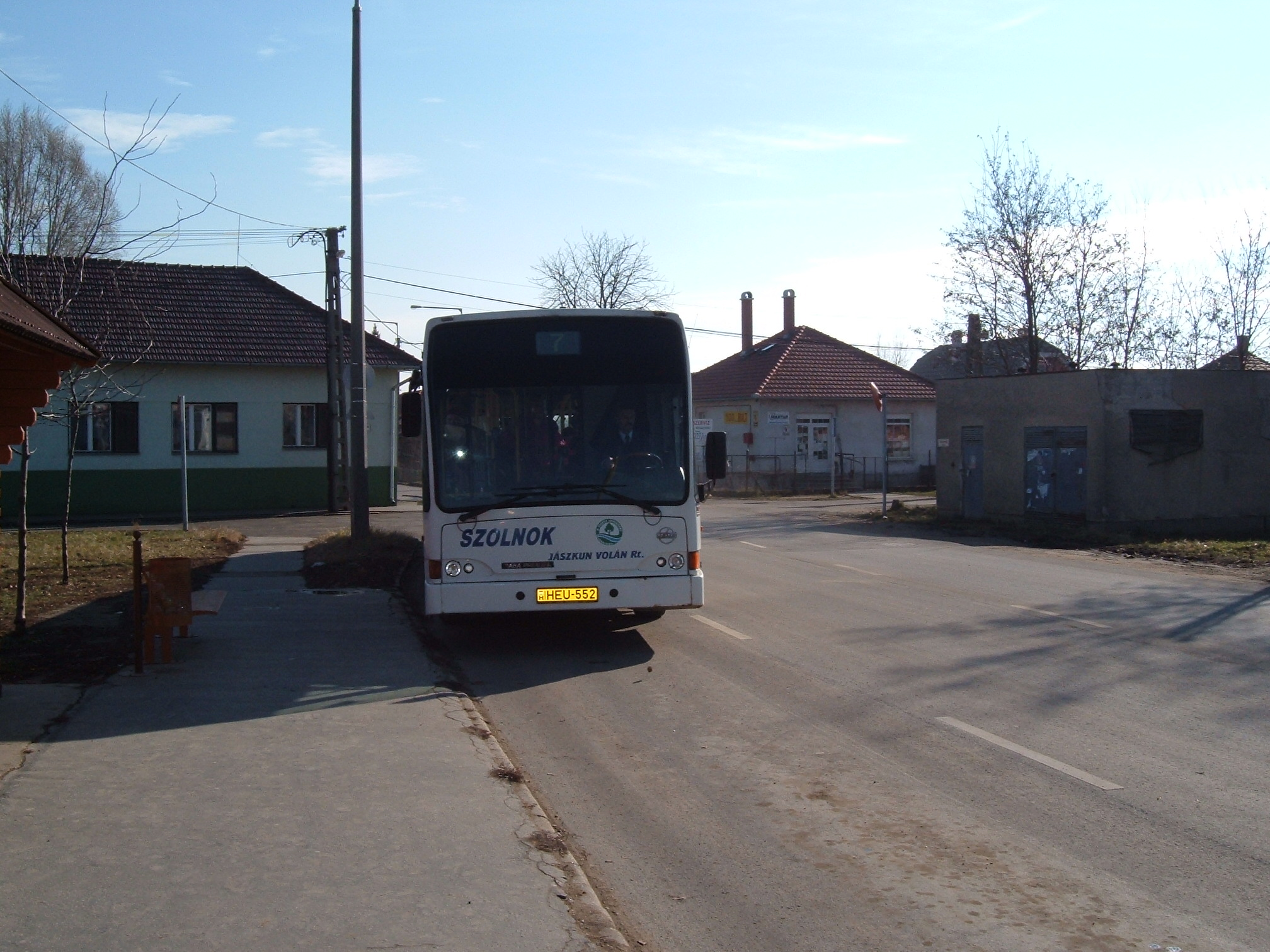
7-es busz
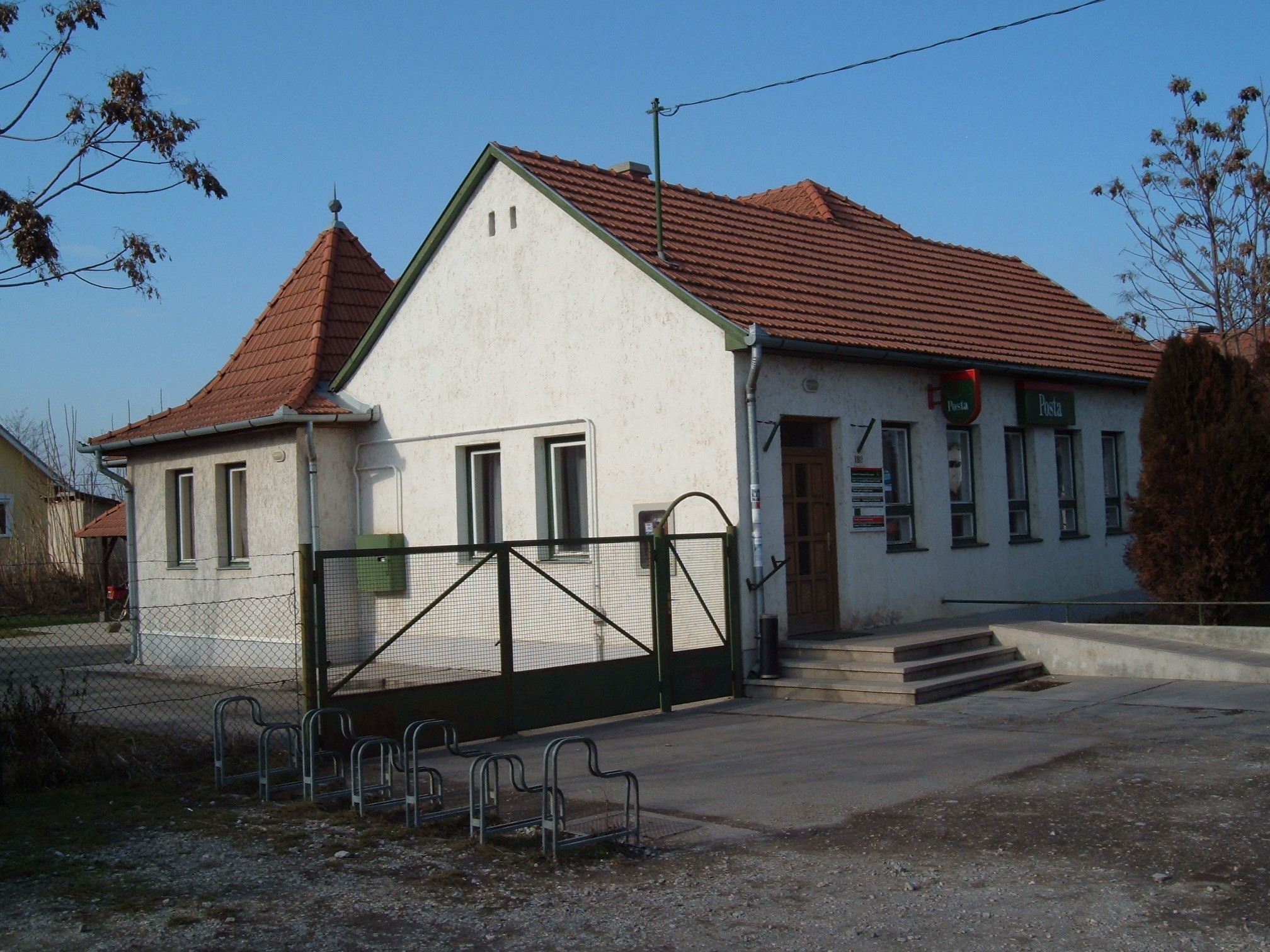
A szandaszőlősi posta
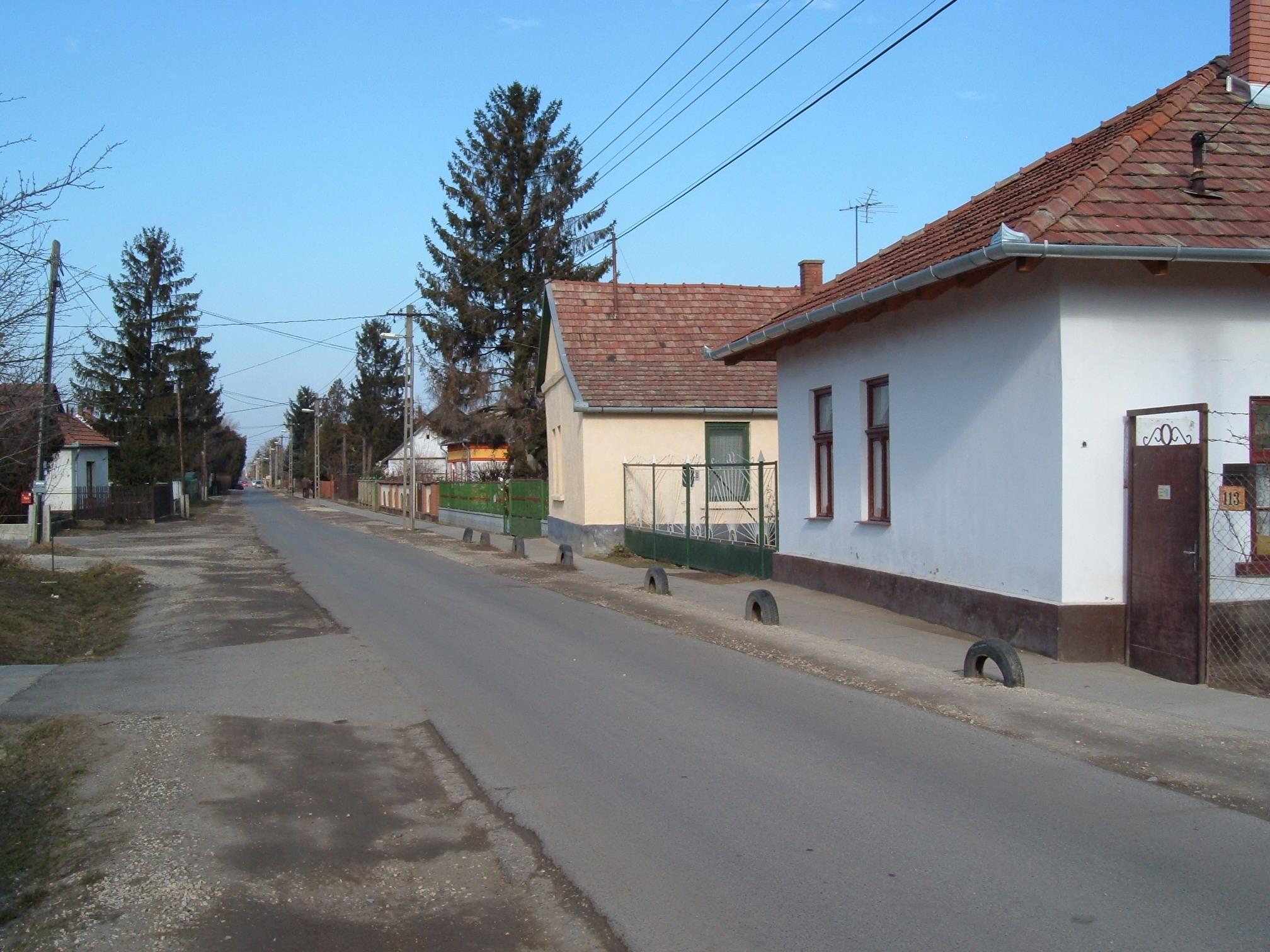
Utcakép a Krúdy Gyula utcán
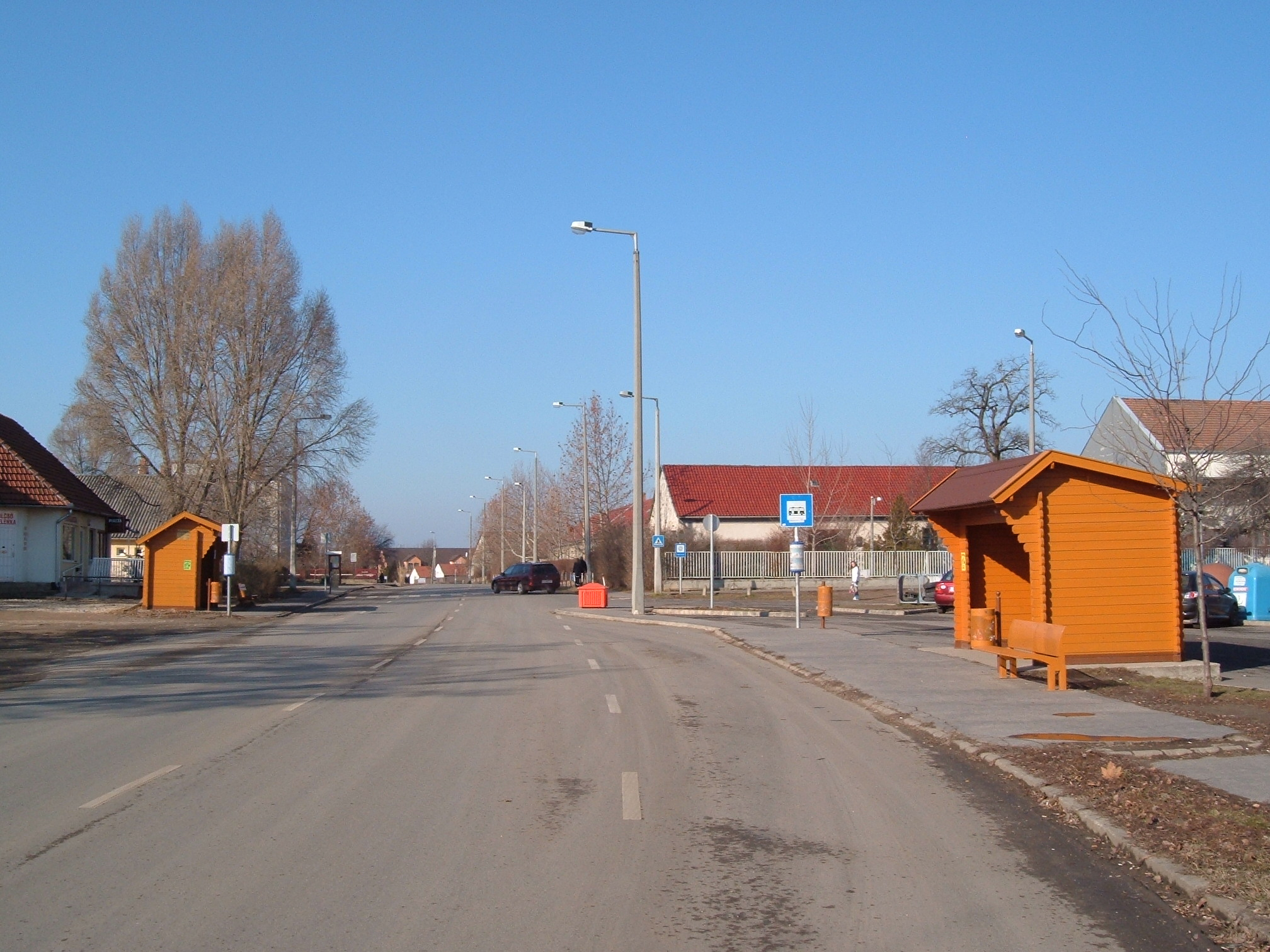
Szandaszőlős központja
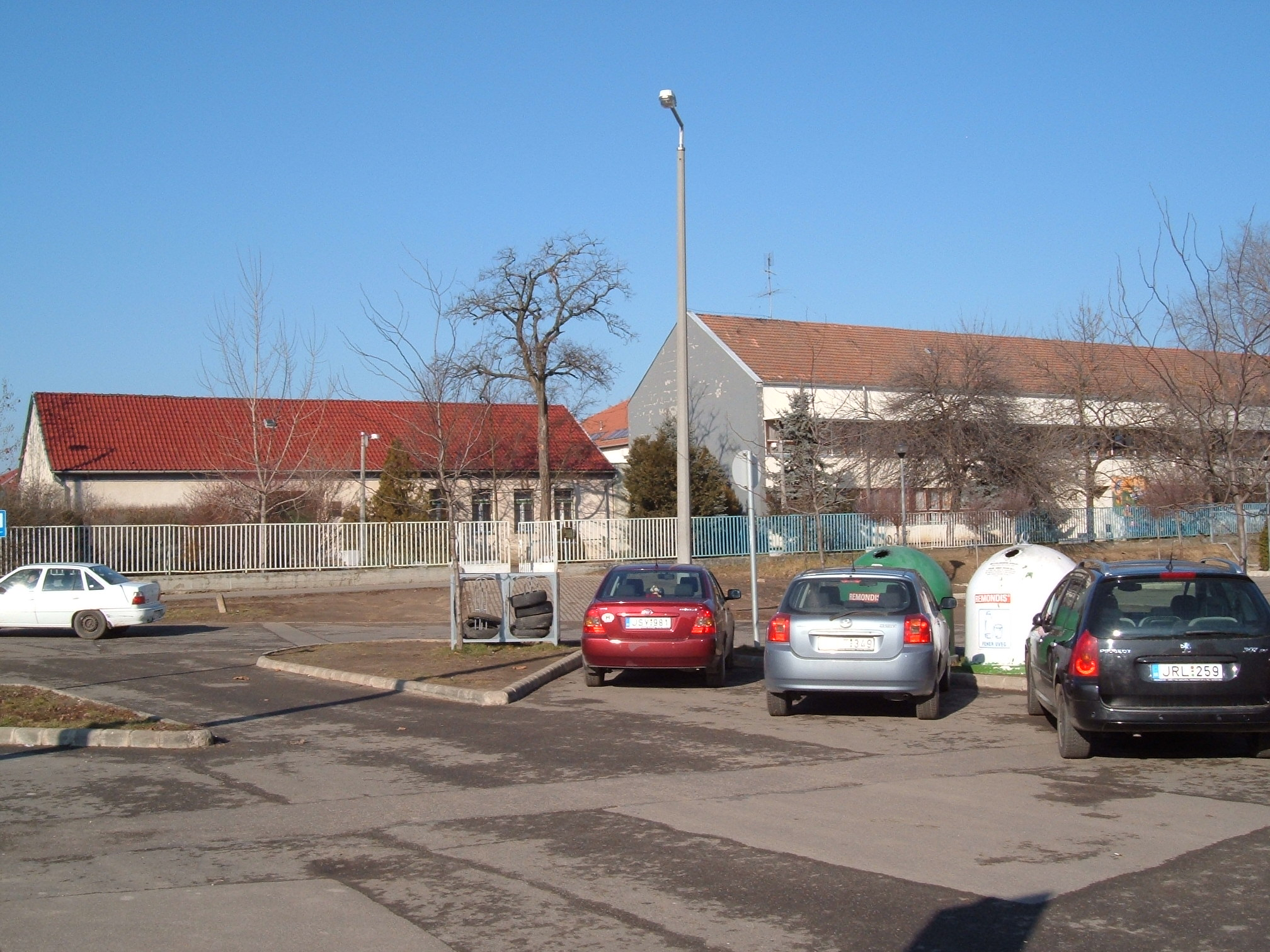
A Szandaszőlősi Általános Iskola
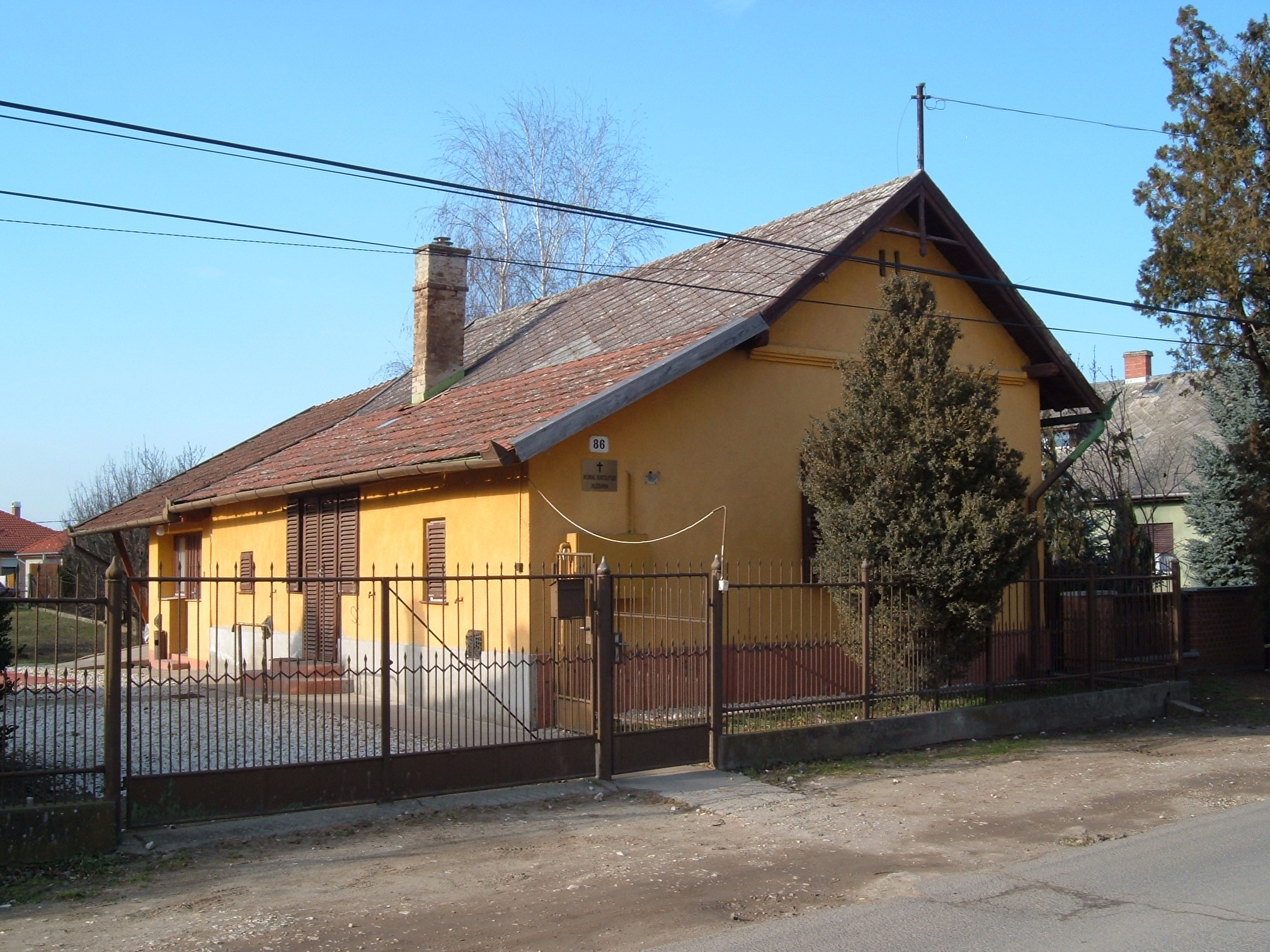
Szandaszőlősi plébánia
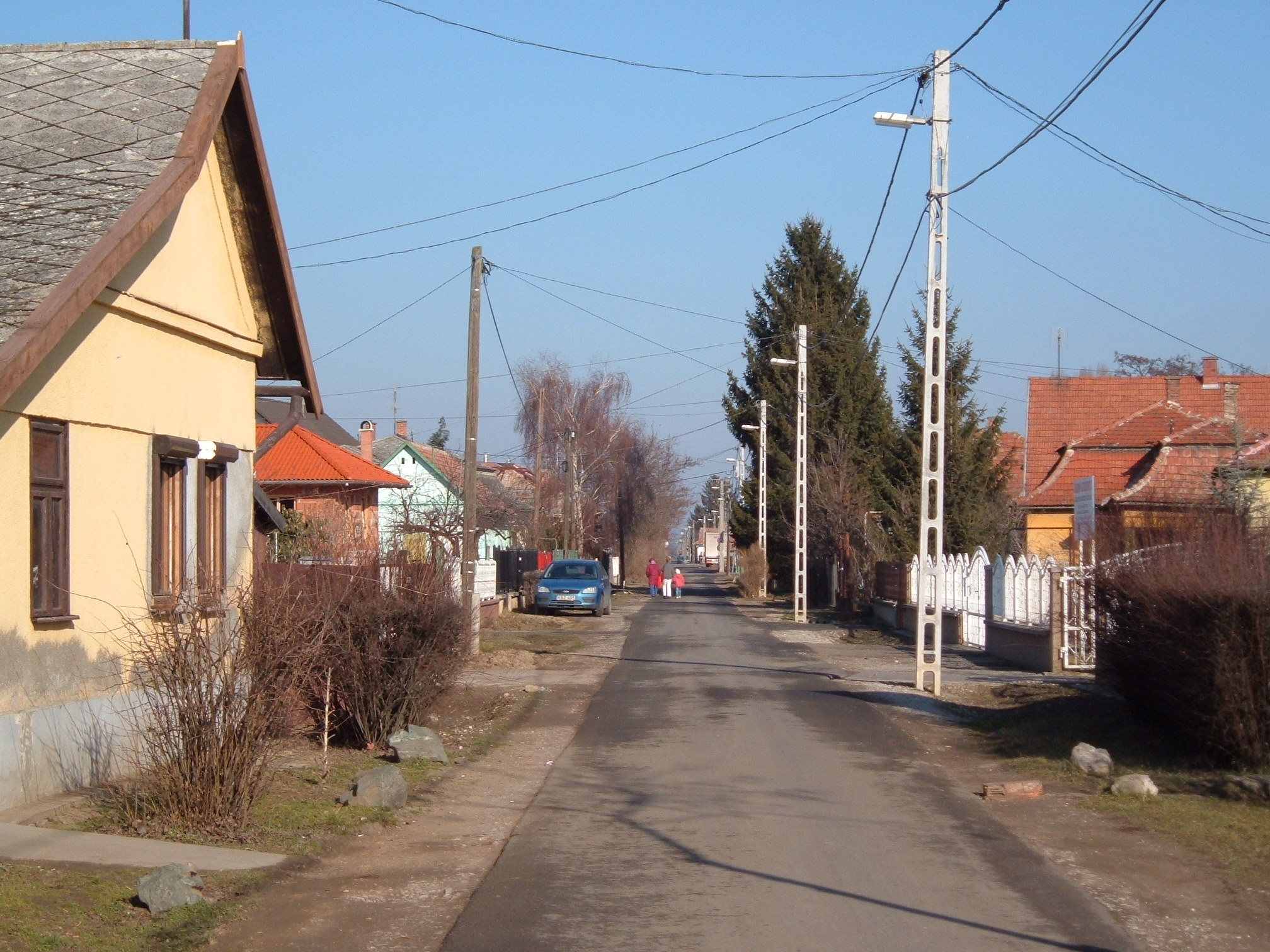
Szandai utcarészlet
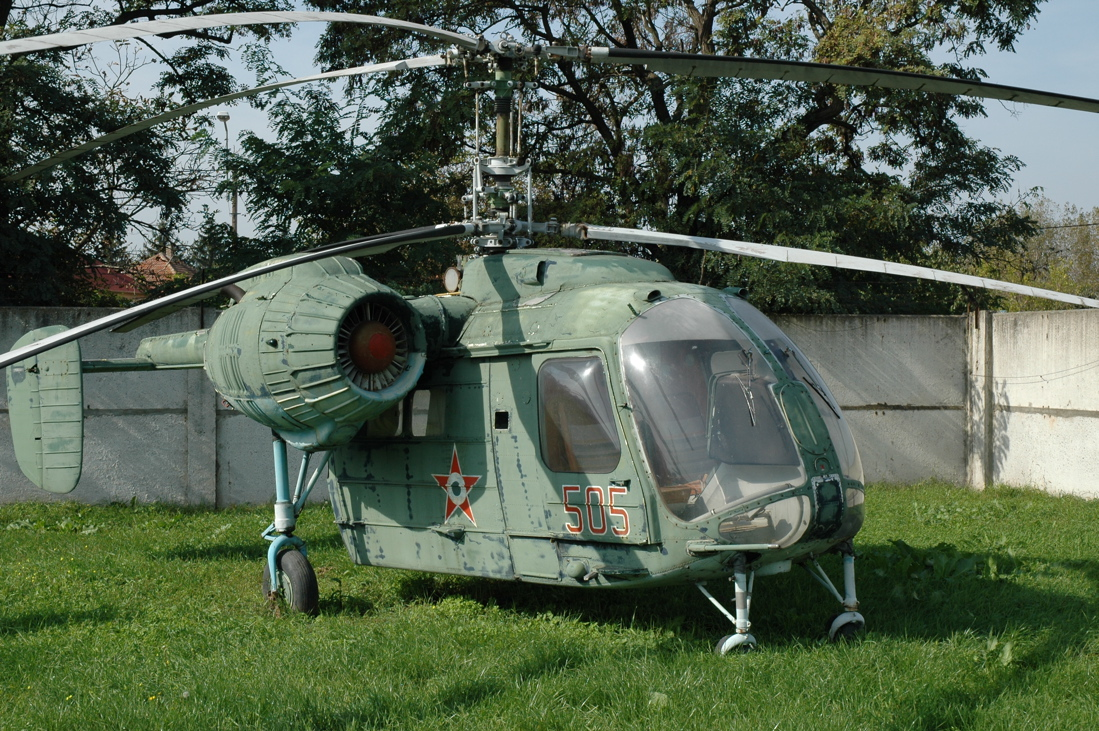
Kamov Ka–26 a Magyar Repüléstörténeti Múzeum kiállításán